# Bayside (Teksas)
Bayside – miasto w Stanach Zjednoczonych, w stanie Teksas, w hrabstwie Refugio.